# École normale d'éducation physique
L'École normale d'éducation physique (aussi connue sous l'acronyme ENEP ou ENSEP à partir de 1944), est une ancienne école supérieure d'éducation physique française. Fondée en 1933 et disparue en 1975, elle était chargée de former les enseignants d'éducation physique de l'enseignement secondaire ainsi que les futurs cadres de la discipline.
Elle a fusionné avec l'Institut national des sports (INS) lors de la création de l'Institut national du sport et de l'éducation physique (INSEP) en 1975. Cet établissement changera d'acronyme en 2009 pour devenir l'Institut national du sport, de l'expertise et de la performance.
La discipline a bénéficié d'une nouvelle reconnaissance au travers de l'ouverture d'un département EPS au sein de l'École normale supérieure de Cachan en 2002.

## Histoire
Issue de la transformation de l'Institut régional d'éducation physique (IREP) de Paris par décret (5 octobre 1933), l'ENEP reste deux ans rue Lacretelle (locaux de la faculté de sport (STAPS), avant d'être à nouveau séparée de l'IREP de Paris (deux entités distinctes).
Après une année de transition (1935) où elle était partagée entre les locaux du ministère de la Santé (rue de Tilsitt) pour les cours théoriques et le stade Roland-Garros pour les cours pratiques, l'ENEP s'installe de manière provisoire au 40 boulevard Jourdan, en attendant la fin des travaux de l'avenue du Tremblay (dans le bois de Vincennes) qui doit accueillir l'INS et l'ENEP.
Sous le régime de Vichy, la dénomination change et elle devient l'École normale d'éducation physique et sportive (ENEPS).
À la Libération, l'ENEPS devient l'ENSEP, École normale supérieure d'éducation physique, et perd sa mixité : les filles vont à Châtenay-Malabry alors que les garçons restent au boulevard Jourdan pour une année, avant de rejoindre la redoute de Gravelle pour son dortoir et la redoute de la Faisanderie pour ses installations sportives (sur le site de l'avenue du Tremblay, seule la partie pour l'INS était terminée).
À partir de la promotion 1946-47, la durée des études passe de deux à trois ans.
En 1956, l'aile devant abriter l'ENSEP garçons enfin terminée les accueille, tandis que les filles restent à Châtenay-Malabry. S'ensuit une période de cohabitation entre l'INS et l'ENSEP garçons, qui forme un ensemble souvent appelé de manière non officielle « les établissements de Joinville ».
Le 5 juin 1969, un décret signé par le sous-secrétaire d'État chargé de la Jeunesse et des Sports Joseph Comiti annonce la fin du recrutement de l'ENSEP. La dernière promotion entrant dans les écoles en 1970 (promotion 1970-1973) est considérablement réduite (35 garçons au lieu de 70 ; 35 filles au lieu de 70). Cette dernière promotion était mixte et étudia 11 avenue du Tremblay (11e arrondissement de Paris), au site de l'INS.

## Direction
| Entité | Nom                | Direction   |
| ------ | ------------------ | ----------- |
| ENEP   | Paul Chailley-Bert | 1933 - 1935 |
| ENEP   | Ernest Loisel      | 1935 - 1941 |
| ENEPS  | Henri Marty        | 1941 - 1943 |

| Entité              | Nom               | Direction   |
| ------------------- | ----------------- | ----------- |
| ENSEP jeunes hommes | Michel Poirion    | 1945 - 1950 |
| ENSEP jeunes hommes | Jacques Flouret   | 1951 - 1954 |
| ENSEP jeunes hommes | Raymond Boisset   | 1954 - 1956 |
| ENSEP jeunes hommes | Maurice Lorrain   | 1956 - 1959 |
| ENSEP jeunes hommes | Raymond Gratereau | 1959 - 1966 |
| ENSEP jeunes hommes | Robert Joyeux     | 1966 - 1970 |

| Entité              | Nom                      | Direction   |
| ------------------- | ------------------------ | ----------- |
| ENSEP jeunes filles | Charlotte Michel         | 1945 - 1946 |
| ENSEP jeunes filles | Yvonne Surrel née Gasnot | 1946 - 1967 |
| ENSEP jeunes filles | Jacqueline Roger         | 1967 - 1970 |

| Entité                        | Nom           | Direction   |
| ----------------------------- | ------------- | ----------- |
| ENSEP jeunes hommes et filles | Robert Joyeux | 1970 - 1973 |